# Cerkev sv. Trojice, Lendavske Gorice
Cerkev Svete Trojice stoji na griču sredi vinogradov nad Lendavo, v kraju Lendavske Gorice.
Nekoč je na tej, za zaščito mesta pred napadalci strateško pomembni 266 mnm visoki točki, stala vojaška utrdba. Zaradi njene skrbno izbrane lege je niti Turki v času napadov v 16. in 17. stoletju niso mogli zavzeti. Po koncu turških vpadov in vojn so hvaležni verniki postavljali cerkve in kapelice na številnih krajih. Tudi cerkev Svete Trojice je s podobnim namenom v letih 1727 - 1728 postavila družina Gludovac. Enoladijsko cerkev s sedlasto streho zapira petosminska apsida. Visok zvonik, ki je v spodnjem delu tudi vhod v cerkev, je bil k stavbi dozidan kasneje. V majhni votlinici se nahaja kip Svete Trojice.
V zgradbi je na ogled naravno mumificirano truplo, ki od nekdaj buri domišljijo Lendavčanov. Po ljudskem izročilu se je rodila legenda, da je to kapetan Mihael Hadik, eden od slovitih junakov iz bojev proti Turkom. Sodeloval naj bi tudi v hudem spopadu s turškimi četami leta 1603, ko je Lendavo branil Kristóf Bánnfy. Tako pravi legenda, v resnici pa so v krsto z letnico 1733 položili k večnemu počitku Mihálya Hadika, očeta slovitega vojskovodje Andrása Hadika. Mrtvo telo Mihálya Hadika se je v apnenčasti zemlji naravno mumificiralo. Kálmán Dervarics, znani kronist iz Lendave, je zapisal: »...zaradi posledic poškodbe glave, ki jo je utrpel v bitki leta 1733, je umrl od srčne kapi, položen je bil v grobnico pod kapelico Svete Trojice, vendar se telo v zračni, visoko ležeči grobnici, zgrajeni iz apnenca, ni razkrojilo. Mumija je popolnoma nepoškodovana, posušena, na njej pa ni niti sledi balzamiranja in prav zato spada med čudeže narave«.
V kapelici je tudi grobnica družine Kakasdi Hajós. Najbolj znan član družine je bil odvetnik in kraljevi svetnik Mihály Kakasdi Hajós, ki je bil v 19. stoletju pobudnik številnih aktivnosti, ki so prispevale k razvoju meščanstva in gospodarstva Lendave.
Z dvorišča kapelice se odpira širni razgled na pomursko ravnico, opazujemo pa lahko tudi madžarsko ravnico in hrvaško gričevje. Ob lepem vremenu pa z enim pogledom lahko zaobjamemo kar štiri države, saj je v daljavi vidno tudi lesketajoče avstrijsko gorovje.